# ارتش ۳۳ موشکی گارد
ارتش ۳۳ موشکی گارد (انگلیسی: 33rd Guards Rocket Army) یکی از سه ارتش موشکی زیرمجموعه نیروهای راهبردی موشکی روسیه است. ستاد مرکزی این ارتش در اومسک در جنوب غربی سیبری قرار دارد.
ارتش ۳۳ موشکی گارد در آوریل ۱۹۷۰ از دارایی‌های لشکر ۱۰۹ تفنگدار گارد از سپاه موشکی سووروف تشکیل شد. این ارتش دارای ۴ لشکر موشکی زیرمجموعه است. ارتش ۳۳ موشکی دارای موشک‌های بالستیک قاره‌پیما از نوع آراس-۱۲ام و آر-۳۶ام۲ است.